# 大学合格実績水増し問題
大学合格実績水増し問題（だいがくごうかくじっせきみずましもんだい）とは高等学校、中等教育学校、予備校などの教育機関が大学の合格者数を実際の人数より多く見せる（水増し）ことである。
1人の受験生に複数校・複数学科を受験させ、その受験生が合格した学校・学部・学科の数を合格者の人数として表示するという手法が発覚し、マスメディア等で大きく取り上げられた。他の手法による水増しもある。
大学側としては1人の受験生に複数校・複数学科を受験させることによりそれだけの受験料収入の確保ができることから、景品表示法違反であっても歯止めが利かない。
第2次ベビーブームで1980年代に設立された高等学校、少子化により共学化した高等学校は進学実績が乏しい為、大学合格者数を水増しせざるを得ない状況になっている。

## 1人の学生を複数の大学に合格させる手法
2007年、学校法人大阪学芸の大阪学芸高等学校で成績優秀な男子生徒1人に学校側が受験料を負担した上で関関同立の73学部・学科を受験させていたことが発覚した。合格人数は延べ人数で示されるため、1人の生徒が複数の学部・学科を受験して合格した場合、その合格した学部・学科の数が合格者の人数として反映されることになり、それを利用したものであった。さらに一部生徒に現金5万円と腕時計を送っていた。1人で73もの学部・学科を受験できたのは、大学入試センター試験の成績だけを元に合否を判定する募集枠を利用したためであった。系列の大阪学芸中等教育学校も関関同立の合格者数は218人となっていたが、このうちの178人は学校から受験料を負担された上で複数を受験した7人による実績であった。発覚した結果、理事長、校長は引責辞任し、役員も給与カットの制裁を受けた。
後に数多くの高等学校・中等教育学校が合格実績において同様の手法による水増しの数字を公表していることが発覚し、大阪府では府内の私立高校の3割にあたる31校での実施が見られた。
2012年には読売新聞で、有名進学校では『「GMARCH」（学習院、明治、青山学院、立教、中央、法政大学）の合格者数が卒業者数を超えてしまい、見かけ上の進学率が100％を超えている事例もある』とされ、改善に至っていないことが報道された。

### その他の主な実施例
- 大阪国際大和田中学校・高等学校
- 大阪桐蔭中学校・高等学校[6]
- 春日部共栄中学高等学校
- 大宮開成中学校・高等学校
- 梅花中学校・高等学校
- 狭山ヶ丘高等学校
- 藤枝明誠中学校・高等学校
- 履正社高等学校
- 浪速高等学校・中学校[7]
- 須磨学園中学校・高等学校[8]

## その他の手法
- 2010年には市進ホールディングスの「市進予備校、市進ウイングネット」との記載しかされていない合格者数に、ウイングネット加盟校における映像授業受講生、市進グループ個別指導部門個太郎塾、市進チューターバンクの合格者数も加えていることが問題となった[9]。「東京大学合格者43人、早稲田大学合格者211人」と記載されていたが実質は東京大学15人、早稲田大学で166人になるという[10]。
- 2010年のウィザスが経営する第一ゼミナール・第一ゼミ予備校・ファロス個別指導学院の3塾合同の広告での合格実績では「東京大学合格者43人、京都大学合格者33人」としていたが、実際は東大0人、京大11人であったという[10]。
- 2012年にはお茶の水女子アカデミーの、以前からの合格者数も加えた総計を過去2年の合格者数と公表していた行為が、不当景品類及び不当表示防止法に違反すると認められた[11]。